# Vectus VT 200
De VT 200 / 250 ook wel Alstom type Coradia LINT 27 en Coradia LINT 41 genoemd is een dieselmechanisch motorrijtuig of treinstel, een zogenaamde light train met lagevloerdeel voor het regionaal personenvervoer van de vectus Verkehrsgesellschaft.

## Geschiedenis
De LINT is ontworpen door fabrikant Linke-Hofmann-Busch (LHB) uit Salzgitter. Het acroniem LINT staat voor "Leichter Innovativer Nahverkehrstriebwagen". De treinen vervangen oudere treinen.
De vectus Verkehrsgesellschaft mbH werd op 23 juli 2003 opgericht. De aandelen zijn voor 74,9% in handen van de Hessische Landesbahn GmbH (HLB) en voor 25,1% in handen van de Westerwaldbahn GmbH.

## Constructie en techniek
Het treinstel is opgebouwd uit een aluminium frame met een frontdeel van GVK. Typerend aan dit treinstel is de toepassing van Scharfenbergkoppeling met het grote voorruit. De treinen werden geleverd als eendelig en als tweedelig dieseltreinstel met mechanische transmissie. De trein heeft een lagevloerdeel. Deze treinen kunnen tot drie stuks gecombineerd rijden. De treinen zijn uitgerust met luchtvering.

## Treindiensten
Deze treinen worden sinds 14 november 2002 door vectus ingezet op de volgende trajecten.
- RB 20 Main-Lahn-Bahn: Limburg (Lahn) Rbf - Idstein - Niedernhausen
- RB 21 Ländchesbahn: Niedernhausen - Wiesbaden Hbf
- RB 25 Lahntalbahn: Limburg (Lahn) - Diez - Nassau - Bad Ems - Niederlahnstein - Koblenz Hbf
- RB 28 Oberwesterwaldbahn: Limburg (Lahn) Rbf - Staffel - Hadamar - Westerburg - Altenkirchen - Au (Sieg
- RB 29 Unterwesterwaldbahn: Limburg (Lahn) Rbf - Staffel - Montabaur - Siershahn

gedeeltelijk in opdracht van DB Regio AG:
- RB 25 Lahntalbahn: Limburg (Lahn) Rbf - Weilburg - Wetzlar - Gießen